# 米索鄉

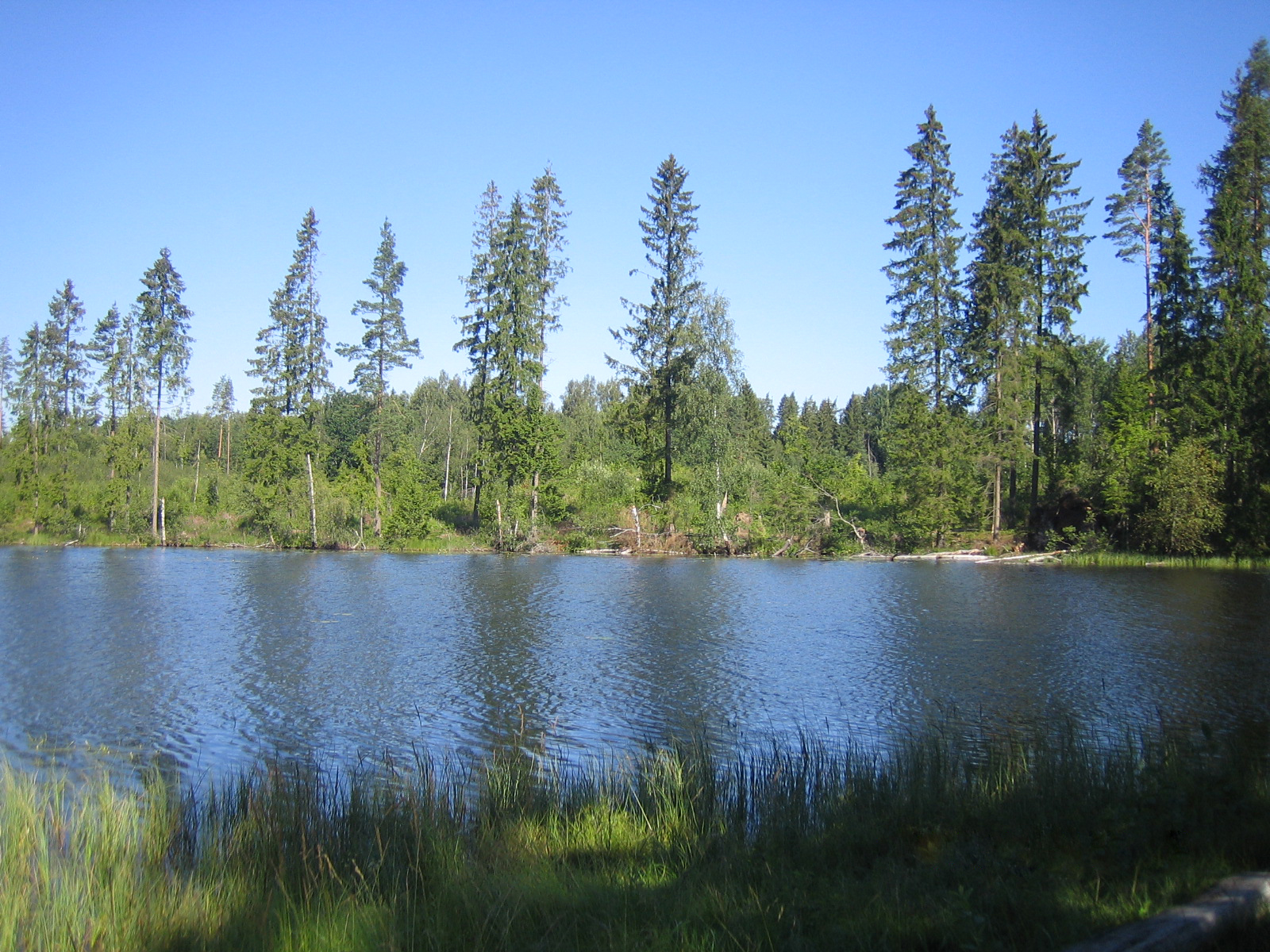
境内湖泊

米索鄉，曾是愛沙尼亞沃魯縣的一個鄉村型市镇，位於該國東南部，行政中心設於米索，面積189平方公里，2009年人口780，人口密度每平方公里4人。
2017年爱沙尼亚行政改革后，米索市镇的大部分与其他市镇一起合并为新的勒乌格市镇，而另外16个村庄则与其他市镇合并为新的塞托马市镇。
57°36′2″N 27°13′43″E / 57.60056°N 27.22861°E